# Christophe Poulain Dubignon
Christophe Poulain Dubignon (1739-1825), commandant du vaisseau Le Salomon, actif à Nantes et Lorient fut un jeune retraité de la Compagnie des Indes pour cause de dissolution lors de la Révolution française. Il fait partie de la noblesse d'affaires qui a combattu la Révolution et doit fuir.
Enrichi par ses activités dans l'océan Indien, il a fondé en 1792 en Géorgie, sur l'île de Sapelo une dynastie de planteurs de coton, qui ont contribué au développement de cette culture au tout début du XVIIIe siècle, en particulier en utilisant le Sea island cotton, une variété à meilleurs rendements. 
Il a ensuite poursuivi ses activités à Jekyll Island, dont il devient l'unique propriétaire. Il est parti en 1792 avec l'intendant de ses propriétés en France, René Peltier. Avec un capital de 240 000 livres, il s'agit de mettre en valeur près de 4 000 hectares de terre, dans un secteur mis en valeur par le général britannique James Oglethorpe à partir de 1738. Financée par l'armateur et négrier de Saint-Malo Pierre-Jacques Meslé de Grandclos, la colonie a ensuite été rejointe par les réfugiés français de Saint-Domingue en Amérique.
Originaire du duché de Penthièvre, entre Saint-Malo et Saint-Brieuc, qui a pour capitale Lamballe, sa famille possède manoirs et fermes tout le long de la côte. Dubignon commença sa carrière le long de la côte d'Afrique, en Guinée et à Gorée, puis en Inde, à Pondichéry, avec Dupleix.
Sa maison et le cimetière de famille sont toujours sur Jekyll Island, que sa famille a revendue en 1886 pour 125 000 dollars à un groupe de millionnaires souhaitant en faire une réserve de chasse et de pêche.